# 2025年佛羅里達州立大學槍擊案
美東夏令時間2025年4月17日，美國佛羅里達州塔拉哈西的佛羅里達州立大學校園發生一宗大規模槍擊案。一名20歲學生菲尼克斯·伊克納（Phoenix Ikner）涉嫌開槍殺害2名職員，另有6人受傷。疑兇其後遭警方開槍制服並被拘捕。據悉，伊克納在校內以持極右翼立場、支持特朗普主義、否認選舉論者及宣揚白人至上主義而知名。
校方於當地時間中午12時01分發出緊急通報，指學生會大樓附近發生槍擊事件。塔拉哈西警方確認拘捕一名涉案男子，並指出他亦在事件中受傷。當局曾一度搜索是否有其他涉案者，期間佛羅里達多家本地電視台一度報道指或有兩名疑犯，但警方最終表示校園已經安全，目前只拘留一人。

## 背景
佛羅里達州立大學成立於1851年，現有學生逾44000人，員工約16000人。校方過去亦曾發生槍擊事件，2014年11月，一名槍手在大學圖書館深夜開火，導致3人受傷，該名槍手隨後被趕到的執法人員擊斃。

## 槍擊案
疑兇於當日上午11時左右抵達佛羅里達州立大學校內一個停車場，並於11時51分離開。到了中午11時56分，學生會大樓內傳出槍聲。槍手持手槍在校園內來回穿梭，包括進出建築物及綠化空間，沿途隨機開火。一段影片顯示，一名身穿短褲和T恤的男子在校園草地上邊走邊開槍。根據大學的警報系統，首個槍手警報於中午12時後發出，第二個警報則於12時19分再度發出。約15分鐘後，警方已將樓內所有學生安全疏散。
一名女學生形容，自己曾親眼目睹疑兇向她方向持步槍開火，期間約20至30秒內，她聽到約15聲毫無目標的掃射聲。她又憶述，疑犯駕駛一輛橙色悍馬駛至大學外後下車開火，之後再掏出手槍，向前方一名女子開槍。生還者麥迪遜·阿斯金斯指出，槍手當時走近她、重新填彈，並冷靜地對她說：「繼續跑」。她補充說，槍手隨後站在她剛才的位置稍作停留，然後才離去。
一段在校內廣泛流傳的影片引發公憤。片中可見，一名女子中槍倒臥草地，身上流血不止，但有路人經過時未有提供協助，反而手持星巴克咖啡逕自離去。該影片在Twitter／X上引起激烈批評，有人形容該行為冷血、可恥和愚蠢。
另一名女學生當時正在洗手間，最初誤以為樓頂倒塌，直至其他學生衝入通知她才驚覺事態嚴重。由於洗手間門無法上鎖，她與另外四人合力把門關緊，最終成功撤離。另有一批學生躲藏於學生會地庫，利用垃圾桶及木板築成臨時掩護，蜷伏於角落。一名學生回憶，一名曾經歷帕克蘭高中槍擊案的同學也在場，他忍不住說：「天啊，我從沒想過這種事會再發生。」
下午約3時，大學向師生發出通報，表示疑兇於中午12時首次開槍後四分鐘內被警方擊中，因此校園大部分地區已解除封鎖。不過，由於仍有9幢建築物列為活躍罪案現場，尚未解封。當局呼籲鄰近學生繼續留在室內，並避免返回案發地點取回物品。
警方共發現三件火器：其中一件在疑兇身上，另一件在附近一輛車內，還有一支霰彈槍則留在大樓內。據報，其中一件武器為疑犯繼母——萊昂縣警長辦公室副警長昔日的配槍。

## 受害者
4月17日下午，佛羅里達州立大學校警總長傑森·特倫鮑爾公佈事件傷亡情況，指槍擊造成2人死亡，另有6人受傷，連同疑兇一併送往塔拉哈西紀念醫院治療。其中5人中槍，另一人則在逃跑時受傷。2名死者均為成年男子，並非該校學生。他們分別是57歲的校園膳食總監羅伯特·莫拉萊斯（Robert Morales），他在與大學其他員工會議期間遇害；以及45歲的校園供應商職員蒂魯·查巴（Tiru Chabba），其職銜為愛瑪客大學餐飲部門區域副總裁。莫拉萊斯居於邁阿密-戴德縣，而查巴則來自南卡羅萊納州的格林維爾。莫拉萊斯自2015年起在該校負責膳食服務工作，亦曾擔任美式足球隊的助理教練。
7名傷者當日均被報告為狀況穩定。其中一名傷者為23歲的研究生，在逃離現場時臀部中槍。塔拉哈西警察局局長勞倫斯·雷維爾表示，初步調查顯示疑犯與所有受害者並無明確關係。至4月18日，已有2人預計可出院，3人情況良好，一人仍屬穩定狀態。一名主診外科醫生稱，所有傷者預計均可完全康復。疑兇則因傷勢嚴重仍在留醫，尚未與警方合作或提供口供。

## 後續
佛羅里達州立大學宣佈，校內所有課堂及行政營運將暫停至4月18日，並取消其體育隊伍直至4月20日的所有主場賽事。在案發地點附近的人行道上，學生及市民自發設置大型臨時悼念區，擺放寫有死者姓名的十字架，以表哀悼。大學亦於4月18日下午，在校內多克·坎貝爾體育場（該大學的美式足球場）前的Langford Green公園舉行燭光悼念會，悼念在槍擊案中喪生者。
鄰近的佛羅里達農工大學及塔拉哈西州立學院亦因安全考慮而取消課堂。此外，警方亦加強在佛羅里達國際大學校園的巡邏安排，以防發生類似事件。

## 疑兇
槍擊案疑兇菲尼克斯·伊克納（2004年8月18日出生）是佛羅里達州立大學的學生，擁有美國及挪威雙重國籍。他是萊昂縣警長辦公室一名校園後備副警長的繼子。警方指出，他犯案時所使用的槍械是由繼母取得。伊克納於2022年5月自林肯高中畢業，之後先進入塔拉哈西州立學院就讀，後轉學至佛羅里達州立大學。
伊克納原名為克里斯蒂安·貢納爾·埃里克森（Christian Gunnar Eriksen），於2020年改名為菲尼克斯·伊克納。根據萊昂縣法院2011年的紀錄，伊克納6歲時曾因需重讀幼稚園而引發父母間激烈爭執，雙方針對撫養問題互相指控操控與虐待。當時他父母不斷互相控告對方涉及家庭暴力及跟蹤行為，法官多次介入。這場漫長的法律爭鬥持續他整個童年，直至他成年後家庭法院才停止受理。
雖然在官方人口登記中仍以其挪威名字註冊為挪威公民，伊克納實際上大部分時間都在塔拉哈西居住。2015年，他的生母（出生於挪威奧斯陸）曾於春假期間違反監護協議，在未通知其父親的情況下，帶時年10歲的伊克納前往勞德代爾堡-荷里活國際機場，乘搭北歐航空航班前往奧斯陸。她當時向父親謊稱只是帶伊克納到南佛羅里達旅遊，實際上卻意圖私自移居海外。其後，她於同年7月27日在同一機場被捕，並因綁架罪被起訴。伊克納與其母隨後被遣返萊昂縣。根據法庭的宣誓文件，雖然母親擁有監護權，但協議列明不得在未經事前通報下帶走伊克納。她曾承諾在2015年3月27日返美，卻最終沒有履行承諾。
伊克納的父親是在一次電話中得知當時10歲的兒子遭到綁架。伊克納在通話中透露情況後，父親立刻感到不安，並向當局報案。他向警方表示，兒子伊克納「有發展遲緩與特殊需要」，擔心他若無法就診於平日固定的醫生，其健康與心理狀況將無人照料。萊昂縣警長辦公室的宣誓書指出，伊克納當時正在服用多種針對健康與心理問題的藥物，包括治療生長激素失調與注意力不足過動症的藥物。數月後，2015年10月，伊克納的生母對其父親、繼母與兩名親屬提出誹謗與誣衊訴訟，索償8萬美元，聲稱該筆金額將用作伊克納的大學教育基金。2016年7月14日，她在法院上認罪，最終被判入獄200日，其中170日計入已服刑期，餘下刑期後須接受2年社區監管及額外2年緩刑。
返回塔拉哈西後，伊克納曾於2021至2022年間參與萊昂縣警長辦公室轄下的「青年諮詢委員會」。但隨著年紀增長，他日益公開持有白人至上、極右及恐同觀點，並因此被塔拉哈西州立學院一個政治組織開除。他積極推崇美國總統當勞·特朗普總統的政綱，並對納粹德國獨裁者阿道夫·希特拉與納粹主義表現出強烈著迷。他經常與他人因政治理念發生激烈爭執，更加入多個仇恨組織。他曾在一個線上遊戲帳號中使用希特拉畫像作為個人頭像，另一個帳號則命名為「Schutzstaffel」（意指黨衛隊）。
伊克納的繼母傑西卡·伊克納（Jessica Ikner），任職萊昂縣一所中學的校園副警長，曾於2011年5月與另一名警官一同獲得郡警長辦公室市民學院頒發的「2011年度副警長」榮譽。據報道，她曾在案發前與伊克納一起進行射擊練習。

## 反應
當時身處白宮橢圓形辦公室召開記者會的總統特朗普在接獲這宗校園槍擊案通報後表示：「這真是件駭人的事情。發生這樣的事實在令人痛心，我們稍後會有進一步說明。」
伊克納的生母安妮-瑪麗·艾瑞克森（Anne-Mari Eriksen）在塔拉哈西住所接受邁阿密ABC分台WPLG的私人訪問時表示，伊克納小時候從未對打獵有興趣，而她與兒子在槍擊案發前已多年未見，原因是她被迫與他疏離。她表示一直擔憂兒子被孤立後的情緒狀況，更強調：「我對他唯一的期望，就是能有一個充滿愛的成長環境。」
伊克納的外祖母蘇珊·埃里克森（Susan Eriksen）形容伊克納是個聰明、溫柔的男孩，並將這場悲劇歸咎於伊克納的父親與繼母，指責兩人對兒子產生惡劣影響。她情緒激動，幾度在訪問中痛哭失聲，更以「爛人混蛋」來形容伊克納的父母。她透露，自從多年前爭奪監護權的官司結束後，她與女兒多次試圖聯絡伊克納，卻始終無法見上一面。
佛羅里達州州長羅恩·德桑蒂斯與司法部長帕姆·邦迪也發表聲明，為第一時間趕赴現場的執法人員祈禱。參議員阿什莉·穆迪則表示，她正為佛羅里達州立大學的學生安全祈禱。德桑蒂斯並下令佛羅里達州全境降半旗至4月21日，以悼念死者並表彰應急人員的英勇行動。
美國國土安全部長克麗絲蒂·諾姆表示，她為佛羅里達州立大學的學生、家屬與教職員深感痛心。聯邦調查局長卡什·帕特爾表示，他與團隊已掌握事件詳情。他在Twitter／X發文表示：「我們會在必要時全力支援地方執法部門」，並呼籲大眾：「請為佛羅里達州立大學社群祈禱」。
曾在帕克蘭高中槍擊案中痛失女兒海梅·古滕伯格的弗雷德·古滕伯格也發聲反對槍枝暴力。他表示：「我只是想讓我們的孩子平安成長」，強調打擊槍枝暴力的重要性。他還提到，已故女兒的一些朋友後來就讀佛羅里達州立大學，有人當時正身處學生會中心，驚險逃過人生中第二次校園槍擊。
NBA邁阿密熱火隊則發出聲明，嚴厲譴責槍枝暴力：「我們對這場奪去無辜性命的毫無意義的暴力行為感到心碎。我們熱火大家庭中有不少人是佛羅里達州立大學的校友，亦有些是目前學生的家長。當中一些學生甚至要用椅子頂住宿舍房門以自保。他們本該在準備期末考，卻要思考是否得準備向這個世界道別。到底還要發生多少場這樣的悲劇，社會才願意推動實質改革，終結這場槍枝暴力的流行病？」